# ایوان یاکوبفسکی
ایوان یاکوبفسکی (روسی: Ива́н Игна́тьевич Якубо́вский؛ ۷ ژانویهٔ ۱۹۱۲ – ۳۰ نوامبر ۱۹۷۶) فرمانده نظامی و مارشال اتحاد جماهیر شوروی بود. او دو بار عنوان قهرمان اتحاد شوروی را به دست آورد و از سال ۱۹۶۷ تا ۱۹۷۶ به‌عنوان فرمانده کل نیروهای پیمان ورشو خدمت کرد.
وی همچنین برندهٔ جوایزی همچون نشان لنین، درجه پرچم سرخ، و قهرمان اتحاد شوروی، مدال دفاع از مسکو، مدال دفاع از استالینگراد، مدال آزادسازی پراگ، مدال تسخیر برلین، مدال ستاره طلایی، قهرمان اتحاد شوروی، مدال ستاره طلایی، شده‌است.